# Luna 21
Luna 21 (rusky Луна 21) byla automatická meziplanetární sonda ze Sovětského svazu, z programu Luna, která v roce 1973 dokázala vysadit na Měsíci vozítko Lunochod 2. V katalogu COSPAR byla později označena jako 1973-001A.

## Popis sondy
Použitý typ E-8 byl vyroben, jako všechny sondy programu od Luny 9 výše, v konstrukčním středisku OKB Lavočkina, což je dnešní NPO Lavočkina v Chimkách. Hmotnost sondy byla při startu 4850 kg, výrobní číslo měla 204.
Lunochod 2 byl obdobou Lunochodu 1. Hmotnost 756 kg, délka 2258 cm, osmikolové vozítko ovládané pokyny ze Země.

## Průběh mise

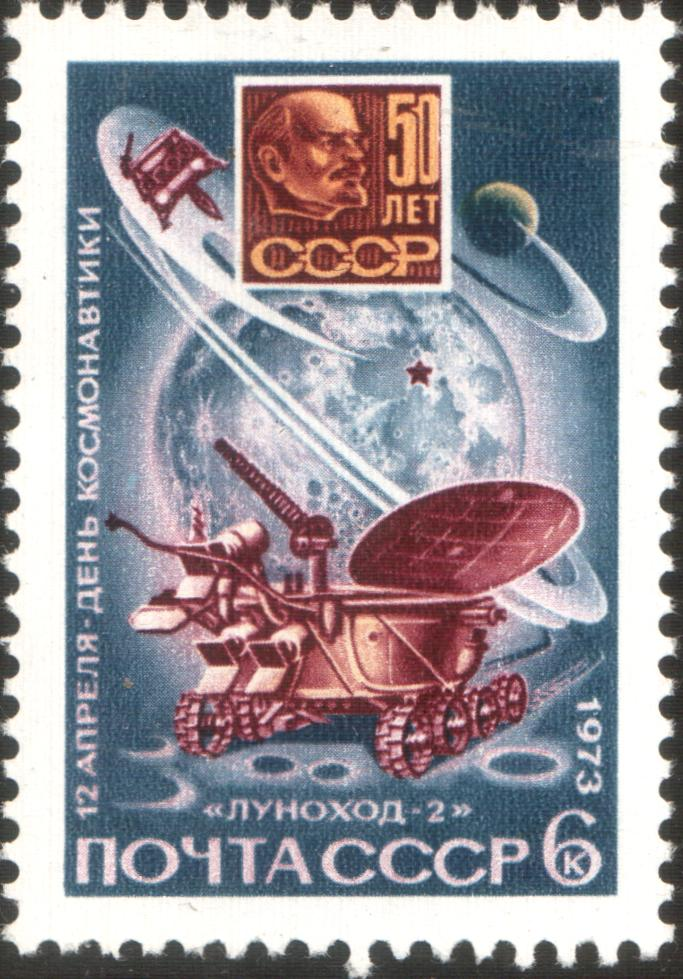
Lunochod 2

Start nosné rakety Proton K/D se sondou byl odpoledne 8. ledna 1973 z kosmodromu Bajkonur. Nejprve byla vynesena na nízkou oběžnou dráhu nad Zemí (též uváděna jako parkovací) a z ní pomocí nosné rakety 9. ledna pokračovala v letu směrem k Měsíci. Během přeletu byla provedena korekce dráhy a 12. ledna 1972 se sonda dostala na oběžnou dráhu Měsíce ve výši 90-110 km nad jejím povrchem. O tři dny později, tedy 15. ledna sonda měkce přistála na měsíčním povrchu uvnitř kráteru Le Monnier. O další den později vyjel ze sondy Lunochod 2. Během čtyř měsíců urazil vzdálenost 37 km v obtížném terénu, na Zemi bylo odesláno 80 000 televizních snímků. Jeho pohyb určovalo operační řídící středisko na Krymu.
I po vyčerpání energie k dalšímu pohybu v činnosti zůstal funkční francouzský laserový odražeč.
Mise byla velmi úspěšná.